# Kuranes
Kuranes (sau Regele Kuranes) este un personaj fictiv din seria de povestiri Dream Cycle de H. P. Lovecraft. El a fost introdus în povestirea Celephaïs (1922) și a mai apărut în nuvela The Dream-Quest of Unknown Kadath (1926).
Kuranes era un mare visător și a făcut vizite frecvente în Dreamlands, lumea în care se poate ajunge doar prin vise. În lumea de veghe, era un mic nobil din Cornwall, dar averea lui s-a micșorat datorită folosirii drogurilor și în cele din urmă a murit sărac și fără adăpost. În visele sale, el a creat orașul Celephaïs, valea Ooth-Nargai, în care era situat orașul Celephaïs, și probabil orașul norilor din Serannian, care era conectat cu Celephaïs. După ce a murit, a devenit rege și cel mai mare zeu din Celephaïs. Lui Kuranes nu-i păsa de fastul și de măreția vieții de la curte din Dreamland și a preferat să trăiască de cele mai multe ori într-o zonă din apropiere pe care a creat-o ca să semene cu casa și ținutul din Cornwall unde a trăit când era copil.
El este singurul visător care a ajuns în cel mai îndepărtat gol, acolo unde nu ajung visătorii, adică pe tărâmurile lui Azathoth, și a supraviețuit atât fizic cât și mental.
Kuranes a apărut și în lucrările lovecraftiene ale altor autori, cum ar fi Brian Lumley. Personajele lui Lumley, David Hero și Eldin Rătăcitorul au ajuns în cele din urmă agenți ai lui Kuranes. 